# Grbavica (Novi Sad)

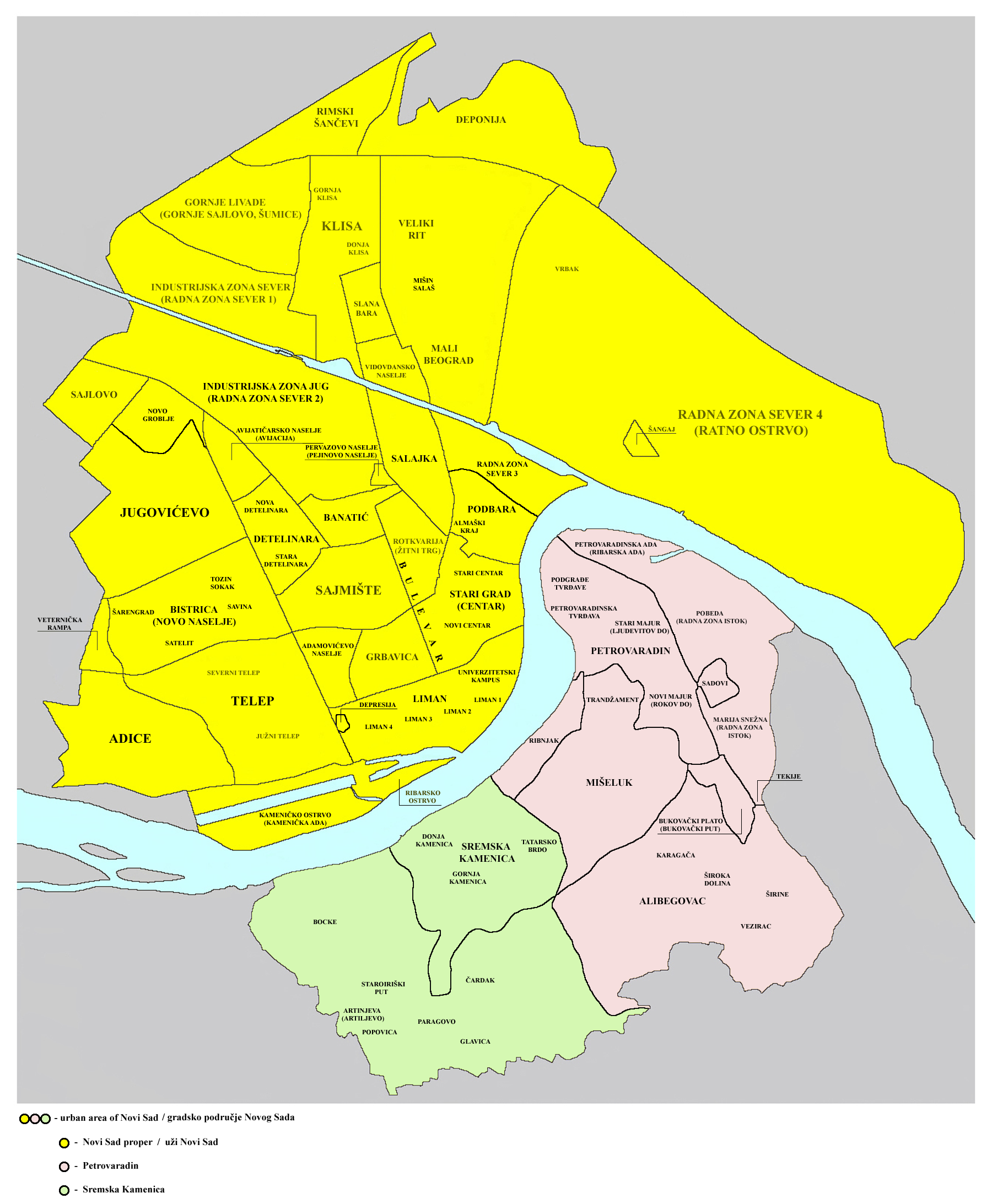
Mappa dell'area urbana di Novi Sad, con i quartieri della città

Grbavica (Грбавица) è un quartiere della città di Novi Sad nella provincia serba di Voivodina.

## Confini
Grabavica confina a nord con Futoška ulica (Via Futoška), a ovest con Ulica Vojvode Knićanina (Via Vojvoda Knićanin) e Ulica Kola srpskih sestara (Via Kolo srpskih sestara), a sud con Bulevar Cara Lazara (Viale Tzar Lazar), e ad est con Bulevar Oslobođenja (Viale della Liberazione).